# Municipalité d'Indé
Indé est une des 39 municipalités, de l'État de Durango au nord-ouest du Mexique. Le chef-lieu est la ville d'Indé. Sa superficie est de 2370,9 km².
En 2010, la municipalité a une population totale de 5 280 habitants, contre 4 824 habitants en 2005.
La municipalité compte 83 localités, aucune n'a plus de 1 000 habitants.

Temple San Juan Bautista de Inde